# 德拉戈米尔·博亚尼奇
德拉戈米尔·博亚尼奇（塞尔维亚语：Драгомир Бојанић，1933年6月13日—1993年11月11日），绰号吉德拉（塞尔维亚语：Гидра），一译D·保江尼奇·吉德拉，塞尔维亚演员。在几部意大利电影的演员表中，他又被称为安东尼·吉德拉（意大利语：Anthony Ghidra）。
他出演过许多南斯拉夫电影，甚或是一些国际性作品，常扮演恶棍。
其中最著名的角色是孔多尔（Kondor，一译康德尔），1972年流行电影《瓦尔特保卫萨拉热窝》中的德国密探。然而，他最出名的角色是日卡·帕夫洛维奇（Жика Павловић），他曾在《疯狂的岁月》（Луде године）系列中扮演过该角色10次。

## 个人生活
博亚尼奇与利利亚娜·孔蒂奇（Љиљана Контић）于1931年9月7日结婚。利利亚娜·孔蒂奇也是一位有成就的女演员。他们有一个名叫耶莱娜（Јелена）的女儿。

## 部分参演电影
| 年份 | 片名                           |
| ---- | ------------------------------ |
| 1958 | 穿过天空的树木                 |
| 1964 | 德里纳河进行曲                 |
| 1965 | 三                             |
| 1966 | 攀登者                         |
| 1967 | 姜戈，最后的杀手               |
| 1967 | Ballata per un pistolero       |
| 1968 | Chiedi perdono a Dio… non a me |
| 1968 | 俺们山寨有雨                   |
| 1968 | У раскораку                    |
| 1968 | 额头上的弹孔                   |
| 1972 | 瓦尔特保卫萨拉热窝             |
| 1984 | Шта се згоди кад се љубав роди |
| 1986 | 白兰的四个男人                 |
| 1989 | Хајде да се волимо             |